# Bob Offenberg
Bob Offenberg (Schiedam, 28 april 1996), is een Nederlandse zanger.

## Loopbaan
Offenberg begon op zijn vijfde met zingen. Na een aantal playbackshows en talentenjachten werd hij op zijn zevende gevraagd voor een optreden tijdens een groot songfestival. Hierdoor kwam zijn carrière in een stroomversnelling.
In april 2004 kwam de eerste cd uit: "Een jongen van de straat", een jaar later verscheen het tweede album "Dansen". Het lied "Als de zon weer gaat schijnen" van dit album werd uitgebracht op single. In 2005-2006 werden de clips met de schlagernummers van de jongen een rage op Nederlandse en Vlaamse internetforums, communitysites en blogs, wat hem zelfs een interview opleverde op de Vlaamse openbare alternatieve radiozender Studio Brussel. In 2006 volgde een platencontract en werd een Duitstalige single uitgebracht. In 2007 was Zanger Bob een van de deelnemers van het SBS-programma De Afvallers; Offenberg kampte al lange tijd met overgewicht. Uiteindelijk viel hij met hulp van dit programma 14 kilo af in drie maanden tijd. Hij deed in 2013 ook mee aan de televisietalentenjacht Bloed, zweet & tranen.

## Discografie

### Singles
| Single met eventuele hitnotering(en) in de Nederlandse Top 40 | Datum van verschijnen | Datum van binnenkomst | Hoogste positie | Aantal weken | Opmerkingen                 |
| ------------------------------------------------------------- | --------------------- | --------------------- | --------------- | ------------ | --------------------------- |
| Als je lacht                                                  | 2008                  | -                     |                 |              | Nr. 22 in de Single Top 100 |
| 'n Knipoog, 'n kusje... 'n bosje rozen                        | 2009                  | -                     |                 |              | Nr. 35 in de Single Top 100 |
| Lied voor alle moeders                                        | 2010                  | -                     |                 |              | Nr. 30 in de Single Top 100 |
| Als ze naar me kijkt                                          | 2011                  | -                     |                 |              | Nr. 29 in de Single Top 100 |
| 't Is voorbij                                                 | 2012                  | -                     |                 |              | Nr. 39 in de Single Top 100 |
| Kijk omhoog naar de zon                                       | 2012                  | -                     |                 |              | Nr. 38 in de Single Top 100 |
| In Parijs                                                     | 2013                  | -                     |                 |              | Nr. 66 in de Single Top 100 |
| Amor amor                                                     | 2013                  | -                     |                 |              | Nr. 49 in de Single Top 100 |
| Ik hou alleen van jou                                         | 2014                  | -                     |                 |              | Nr. 65 in de Single Top 100 |
| Laat me zweven                                                | 2014                  |                       |                 |              |                             |